# Rhyacophila choprai
Rhyacophila choprai är en nattsländeart som beskrevs av Martynov 1935. Rhyacophila choprai ingår i släktet Rhyacophila och familjen rovnattsländor. Inga underarter finns listade i Catalogue of Life.